# Аристобул I
Аристобул I (грч. Ἀριστόβουλος, до 103. п. н. е.) је био јеврејски првосвештеник и први владар Хасмонејске династије, који је себе називао краљем, а владао је само годину дана 104–103. п. н. е. Најстарији је син Јована Хиркана и није се сложио са његовим тестаментом, по коме је он требало да обавља функцију првосвештеника, а његова мајка да задржи световну власт. Мајку је заточио и дао да у затвору умре од глади. Због смртоносне болести владао је веома кратко, мање од године дана, али ипак је успео да прошири границе Јудеје на Галилеју и наметне јудаизам покореном становништву.

## Порекло
Најстарији је син је Јована Хиркана, који је био јеврејски првосвештеник од 135. до 104. п. н. е. и који је успео да се избори за независност Јудеје од Селеукидскога царства. Аристобул I је имао четворо браће, Антигона, Александра Јанеја и двојицу, којима не знамо имена. Аристобул I је био ожењен Саломом Александром, која се након његове смрти удала за његовога брата Александра Јанеја.

## Опсада Самарије
Када је Јован Хиркан уочио да је грађански рат исцрпио Селеукидско царство и два Антиоха кренуо је 110. п. н. е. у освајање Самарије (Себасте). Након што је добро опколио Самарију Хиркан је оставио својим синовима Аристобулу и Антигону да наставе са опсадом. Након дуже опсаде Самарија се нашла у тешкој оскудици, завладала је глад. Самарија је онда тражила помоћ од Антиоха IX Кизичкога. Антиох IX Кизички је дошао да помогне, али Аристобул га је победио и након тога гањао га је до Скитопоља. Након тога Антигон и Аристобул наставили су са опсадом Самарије. Пошто је Самарија опет тражила помоћ Антиох IX је послао 6.000 војника, које је добио од Птолемеја IX Латира. Антиох IX је са египатском војском пустошио Јудеју, али није могао да дигне опсаду Самарије. Синови Јована Хиркана Аристобул и Антигон након једногодишње опсаде заузели су Самарију 109. п. н. е.

## Аристобул постаје краљ
Када је умро Јован Хиркан 104. п. н. е. иза себе је оставио пет синова и жену. Аристобул је као најстарији преузео не само функцију првосвештеника, него и световну власт, коју је Јован Хиркан био одредио за своју жену. Аристобул је променио и облик владавине у царство, па је први почео да носи круну. Заточио је три брата и мајку, а крај себе је једино задржао брата Антигона, кога је одредио за савладара. Мајку је пустио да у затвору умре од глади.

## Хушкају га против брата
За време своје једногодишње владавине Аристобул је успео да покори Итурејце у Галилеји и присили их да прихвате јудаизам. Као и његов отац Јован Хиркан, тако је и Аристобул био наклоњен секти садусеја и подузимао је акције, које су лагано крњиле јеврејски идентитет.
Показивао је и наклоност према Грцима. Био је ожењен Саломом Александром. Када је почео да показује знакове болести, тада га је жена почела да хушка против брата Антигона. У почетку Аристобул није обраћао пажње на завидне дворјане, који су сплеткарили против Антигона. Међутим након повратка Антигона са успешнога војнога похода у светлој ратној опреми Салома и дворјани успели су да помало затрују Аристобула са сумњама да његов брат намерава да се силом домогне трона.

## Замка за Антигона
Аристобул је био болестан и преварен је сумњама, па је поставио стражу у тунелу, који је водио до његове куле, а стражи је наредио да убије Антигона ако дође наоружан. С друге стране брату је поручио да га ненаоружан посети. Међутим краљица Салома Александра и дворјани су то искористили, да би Антигона сатерали у замку, па су Антигону уместо краљеве поруке послали другу поруку. Рекли су му да га је брат Аристобул замолио да га посети и да понесе трофејно оружје. Антигон је поступио према поруци, па га је стража убила у ходнику краљеве куле.

## Смрт
Аристобул је био тужан због смрти брата и због тога се кајао, а болест му се погоршавала. Умро је 103. п. н. е. након мање од годину дана власти. Његова жена Салома Александра пустила му је браћу на слободу и удала се за Александра Јанеја, који је постао нови краљ.